# Kanton Fanjeaux
Der Kanton Fanjeaux war bis 2015 ein französischer Wahlkreis im Département Aude und in der Region Languedoc-Roussillon. Er umfasste 16 Gemeinden im Arrondissement Carcassonne; sein Hauptort (frz.: chef-lieu) war Fanjeaux. Die landesweiten Änderungen in der Zusammensetzung der Kantone brachten im März 2015 seine Auflösung.
Der Kanton war 212,14 km2 groß und hatte 7265 Einwohner (Stand 2012).

## Gemeinden
| Gemeinde               | Einwohner (Stand: 2022) | Code postal | Code Insee |
| ---------------------- | ----------------------- | ----------- | ---------- |
| Bram                   | 3252                    | 11150       | 11049      |
| La Cassaigne           | 188                     | 11270       | 11072      |
| Cazalrenoux            | 102                     | 11270       | 11087      |
| Fanjeaux               | 886                     | 11270       | 11136      |
| Fonters-du-Razès       | 74                      | 11400       | 11149      |
| La Force               | 259                     | 11270       | 11153      |
| Gaja-la-Selve          | 136                     | 11270       | 11159      |
| Generville             | 51                      | 11270       | 11162      |
| Laurac                 | 180                     | 11270       | 11196      |
| Orsans                 | 97                      | 11270       | 11268      |
| Plavilla               | 142                     | 11270       | 11291      |
| Ribouisse              | 101                     | 11270       | 11312      |
| Saint-Gaudéric         | 108                     | 11270       | 11343      |
| Saint-Julien-de-Briola | 80                      | 11270       | 11348      |
| Villasavary            | 1216                    | 11150       | 11418      |
| Villesiscle            | 366                     | 11150       | 11438      |

## Bevölkerungsentwicklung
| 1962 | 1968 | 1975 | 1982 | 1990 | 1999 | 2006 | 2012 |
| ---- | ---- | ---- | ---- | ---- | ---- | ---- | ---- |
| 5311 | 6048 | 5516 | 5595 | 5866 | 6192 | 6670 | 7265 |